# The Karate Kid Part III
The Karate Kid Part III es una película estadounidense de 1989 dirigida por John G. Avildsen. La película es una secuela de Karate Kid y Karate Kid II, y precede a El nuevo Karate Kid. La historia es continuada 29 años después en la serie de televisión Cobra Kai.

## Argumento
Un año después de los sucesos de Karate Kid, el Sensei John Kreese (Martin Kove), pierde a todos sus alumnos por su conducta abusiva en el torneo anterior. Condenado al ostracismo y a la bancarrota, él visita a su camarada de la Guerra de Vietnam Terry Silver (Thomas Ian Griffith), un empresario multimillonario en la eliminación de desechos tóxicos y, al igual que Kresse, un peleador violento de Karate. Silver y Kreese planean vengarse de Daniel Larusso (Ralph Macchio) y del Sr. Miyagi (Noriyuki Morita), y restablecer Cobra Kai.
El torneo tiene una nueva regla, en la que por invitación, el campeón defensor sólo participa en una final directa contra el ganador de todos los combates. Viendo esta circunstancia ideal para su venganza, Silver recluta al "chico malo del karate" Mike Barnes (Sean Kanan), un peleador que ha ganado varios torneos de karate por todo el país, para arrebatar el título de Daniel en el próximo torneo.
Mientras tanto, a su regreso a Los Ángeles, Daniel y Miyagi descubren que el edificio donde vivían fue demolido, lo que deja a Miyagi sin trabajo. Daniel, yendo en contra de los deseos de su Sensei, utiliza sus fondos de la universidad para abrir una tienda de árboles bonsái, quedando ambos como socios. Luego de esto, Larusso encuentra amistad en una vecina del negocio, llamada Jessica Andrews (Robyn Lively).
Daniel recibe la invitación para el torneo pero él decide no participar para defender su título. Mientras está con Jessica, ambos son confrontados por Barnes y sus secuaces, quienes lo obligan a entrar al torneo. Barnes hace hincapié en que él necesita el título de Daniel y que si no entra afectaría su "futuro financiero". A pesar de esto, Daniel declina la oferta y Barnes se aparta furioso. Al día siguiente, mientras Daniel y Miyagi están practicando kata en la casa de Miyagi, Terry llega al lugar, lamentando la supuesta muerte de Kreese, y pidiendo perdón en su memoria por sus actos.
Daniel y Jessica están cenando juntos cuando son interrumpidos por Mike. Cuando Daniel se niega de nuevo a entrar en el torneo, una escaramuza estalla dentro del negocio, donde Miyagi vence a los malhechores. Al día siguiente, Miyagi y Daniel encuentran que su stock de plantas bonsái ha sido robada.
Daniel y Jessica deciden desenterrar un valioso árbol bonsái que Miyagi trajo de Okinawa y plantó a mitad de un acantilado. Daniel piensa que puede vender el árbol y utilizar el dinero para reemplazar los árboles robados. Jessica se resbala durante el ascenso y deja caer el bonsái, obligándolos a bajar a recuperarlo. Mientras ellos están en la parte inferior del acantilado, Barnes y sus esbirros aparecen y recogen sus cuerdas de escalada. No teniendo más alternativa, Larusso acepta el reto y firma la solicitud de inscripción. Después de subir a Daniel y Jessica a la cima (con numerosos insultos y amenazas en el camino), Barnes rompe maliciosamente el árbol valioso. Daniel vuelve a la tienda con el bonsái dañado, que Miyagi intenta reparar. Sin el conocimiento de Daniel, Miyagi ha vendido su camioneta con el fin de comprar un nuevo stock de árboles. Pero Miyagi se niega a entrenar a Daniel para el torneo.
Silver se ofrece "entrenar" a Daniel en el dojo Cobra Kai. Daniel acepta, pero a cambio le insta a destrozar un muñeco de madera, con lo cual, queda seriamente lastimado. Asimismo, esto deteriora su relación con Miyagi, incluso contestándole de mala manera. Más tarde, cuando Daniel y Jessica entran a un club de baile, Silver soborna a un hombre para provocar una pelea con Larusso. Daniel golpea al hombre, rompiéndole la nariz. Impresionado por su cambio de conducta, se disculpa y se reconcilia con Miyagi y Jessica. Luego, Daniel va a visitar a Silver a su dojo para agradecerle todo lo que hizo por él e informarle que ya no desea entrenar con él y que no tiene intenciones de participar en el torneo. Sin embargo cuando lo ve, Silver revela sus verdaderos propósitos a Daniel, y Mike Barnes y John Kreese entran en la habitación mostrando han sido cómplices en contra suya todo el tiempo. Barnes agrade violentamente a Daniel y este sale del dojo y cuando Kreese lo sigue, aparece Miyagi, quien pelea con cada uno de los tres villanos, venciéndolos fácilmente y entonces es cuando se compromete a entrenar a Daniel para el torneo.
Durante el entrenamiento, Miyagi le enseña a Daniel nuevas estrategias limpias y superiores de Karate. Mientras, eventualmente el árbol Bonsái que Daniel trajo logra recuperarse totalmente de la rotura causada y Daniel y Miyagi lo devuelven al lugar en donde estaba plantado.
Llega el torneo y Barnes llega a la ronda final y se proclama como ganador para enfrentarse en la final definitiva por el campeonato contra Daniel. Silver y Kreese instan a Barnes para infligir tanto dolor como sea posible, y luego ganar el punto definitorio en muerte súbita. Cuando la primera ronda termina, un Daniel duramente golpeado le dice Miyagi que no da más. Miyagi anima a Daniel a no rendirse y seguir adelante. En la ronda de muerte súbita, Daniel comienza con el kata que Miyagi le enseñó, dejando inmovilizado a Barnes, contrarrestando con un barrida que le otorga el punto victorioso para ganar el torneo. Disgustados y humillados Silver y Kreese se alejan y Daniel se abraza con Miyagi, contentos por haber logrado una nueva hazaña.

## Reparto
- Ralph Macchio es Daniel LaRusso
- Pat Morita es Sr. Nariyoshi Miyagi
- Robyn Lively es Jessica Andrews
- Thomas Ian Griffith es Terry Silver
- Sean Kanan es Mike Barnes
- Randee Heller es Lucille LaRusso
- Martin Kove es John Kreese
- Jonathan Avildsen es Snake
- Christopher Paul Ford es  Dennis

## Recepción
Karate Kid III no fue bien recibida por la crítica en general. La película cuenta con una aprobación del 13% en Rotten Tomatoes basada en 32 reseñas. El consenso indica: "Hay poca inspiración en esta tercera entrega de Karate Kid, la cual recicla la narrativa básica de sus predecesoras pero añade malas actuaciones y una sorprendente cantidad de violencia". Las audiencias de CinemaScore le han dado una puntuación de "B-" en una escala de A+ a F, mientras que en el sitio IMDb los usuarios le han dado una puntuación de 5/10, sobre la base de más de 33 000 votos. Logró una menor recaudación que las dos primeras películas, obteniendo en total 39 millones de dólares en la taquilla.
Roger Ebert, quien le dio una buena calificación a las dos primeras cintas de la saga, mostró su descontento con esta tercera entrega. Su colega Gene Siskel tuvo la misma opinión, aunque alabó la interpretación de Thomas Ian Griffith, afirmando que estuvo cerca de salvar la película. La crítica más común es el uso de elementos presentes en las dos primeras películas, como un enfrentamiento contra Cobra Kai y una historia de amor.
En los Premios Golden Raspberry de 1989 la cinta recibió cinco nominaciones pero no ganó en ninguna categoría. En 2015 el director John G. Avildsen se refirió a la cinta como "una imitación barata de la primera" y "una película horrible".

## Lanzamientos
| País                                                                          | Fecha de estreno                   |
| ----------------------------------------------------------------------------- | ---------------------------------- |
| Alemania                                                                      | Jueves 20 de julio de 1989         |
| Argentina                                                                     | Jueves 17 de agosto de 1989        |
| Australia                                                                     | Jueves 17 de agosto de 1989        |
| Austria                                                                       | Viernes 21 de julio de 1989        |
| Bélgica                                                                       | Miércoles 26 de julio de 1989      |
| Belice · Costa Rica · El Salvador · Guatemala · Honduras · Nicaragua · Panamá | Viernes 4 de agosto de 1989        |
| Bolivia                                                                       | Jueves 14 de septiembre de 1989    |
| Brasil                                                                        | Jueves 28 de septiembre de 1989    |
| Chile                                                                         | Viernes 11 de agosto de 1989       |
| Colombia                                                                      | Jueves 10 de agosto de 1989        |
| Dinamarca                                                                     | Viernes 13 de octubre de 1989      |
| Ecuador                                                                       | Miércoles 20 de septiembre de 1989 |
| Egipto                                                                        | Lunes 22 de enero de 1990          |
| España                                                                        | Viernes 11 de agosto de 1989       |
| Estados Unidos · Canadá                                                       | Viernes 30 de junio de 1989        |
| Filipinas                                                                     | Miércoles 6 de septiembre de 1989  |
| Finlandia                                                                     | Viernes 28 de julio de 1989        |
| Francia                                                                       | Miércoles 19 de julio de 1989      |

| País                 | Fecha de estreno                   |
| -------------------- | ---------------------------------- |
| Grecia               | Viernes 1 de septiembre de 1989    |
| Hong Kong            | Lunes 16 de octubre de 1989        |
| Hungría              | Jueves 24 de mayo de 1990          |
| India                | Viernes 23 de marzo de 1990        |
| Israel               | Viernes 28 de julio de 1989        |
| Italia               | Jueves 24 de agosto de 1989        |
| Jamaica              | Miércoles 27 de septiembre de 1989 |
| Japón                | Sábado 7 de octubre de 1989        |
| Líbano               | Viernes 15 de septiembre de 1989   |
| Malasia              | Jueves 9 de noviembre de 1989      |
| México               | Viernes 28 de julio de 1989        |
| Noruega              | Jueves 17 de agosto de 1989        |
| Nueva Zelanda        | Viernes 18 de agosto de 1989       |
| Países Bajos         | Jueves 27 de julio de 1989         |
| Perú                 | Miércoles 30 de agosto de 1989     |
| Portugal             | Viernes 18 de agosto de 1989       |
| Reino Unido Irlanda  | Viernes 4 de agosto de 1989        |
| República Dominicana | Jueves 5 de octubre de 1989        |
| Singapur             | Jueves 12 de octubre de 1989       |
| Sudáfrica            | Viernes 22 de septiembre de 1989   |
| Suecia               | Viernes 4 de agosto de 1989        |
| Suiza                | Viernes 21 de julio de 1989        |
| Tailandia            | Sábado 30 de septiembre de 1989    |
| Taiwán               | Sábado 21 de octubre de 1989       |
| Turquía              | Viernes 16 de febrero de 1990      |
| Uruguay              | Jueves 24 de agosto de 1989        |
| Venezuela            | Miércoles 23 de agosto de 1989     |